# Mary J. Rathbun
Mary Jane Rathbun (Buffalo (New York), 11 juni 1860 - Washington D.C., 14 april 1943) was een Amerikaans zoöloge. Ze werkte bijna haar hele leven (van 1884 tot haar overlijden) in het Smithsonian Institution. Ze was gespecialiseerd in de carcinologie, de studie van kreeftachtigen.
Ze was een jongere zus van Richard Rathbun, de directeur van de afdeling mariene ongewervelden in het Smithsonian Institution. Ze had zelf geen hogere opleiding genoten en werd in 1886 als "kopiist" aangenomen, maar in de praktijk leidde zij de afdeling gedurende meer dan 25 jaar. In 1914 trad ze vrijwillig terug uit deze functie, een jaar nadat ze was aangesteld als assistent-curator aan het Smithsonian. Ze behaalde nadien een doctoraat aan de George Washington-universiteit.
Ze was een van de eerste vrouwelijke carcinologen, en bijzonder productief in de studie van tienpotigen. Ze beschreef 63 nieuwe geslachten en 1147 nieuwe soorten. Daaronder zijn commercieel belangrijke soorten zoals de blauwe zwemkrab en de krabbensoort Chionoecetes bairdi.
Talrijke taxa zijn naar haar genoemd, zoals Gigantione rathbunae Stebbing, 1910, Callinectes rathbunae Contreras, 1930, Emerita rathbunae Schmitt, 1935 en het geslacht Marratha Ng & Clark, 2003 dat een samentrekking is van haar voor- en familienaam.